# N527 (België)
De N527 is een gewestweg in België tussen Aat (N56) en Stambruges (N50). De weg is ongeveer 15,5 kilometer lang.
De gehele weg heeft twee rijstroken in beide rijrichtingen samen.

## Plaatsen langs N527
- Aat
- Bétissart
- Autreppe

## Aftakkingen

### N527a
De N527a is een aftakking van de N528 nabij Aat. De 2,3 kilometer lange route met de straatnaam Chaussée Brunehault heeft op enkele wijze aansluiting op de N527.

### N527b
De N527b is een aftakking van de N527 in Aat.
De weg gaat in het verlengde van de N527 verder Aat in, maar blijft aan de zuidkant van de treinsporen bij station Aat. De N527 is ongeveer 700 meter lang.

### N527c
De N527c is een aftakking van de N527b in Aat. De weg is ongeveer 160 meter lang en takt ten zuidwesten van het station Aat af van de N527b om vervolgens onder de spoorlijnen door te gaan en aan de noordkant van deze spoorlijnen te eindigen.